# Tatrzańskie Zręby

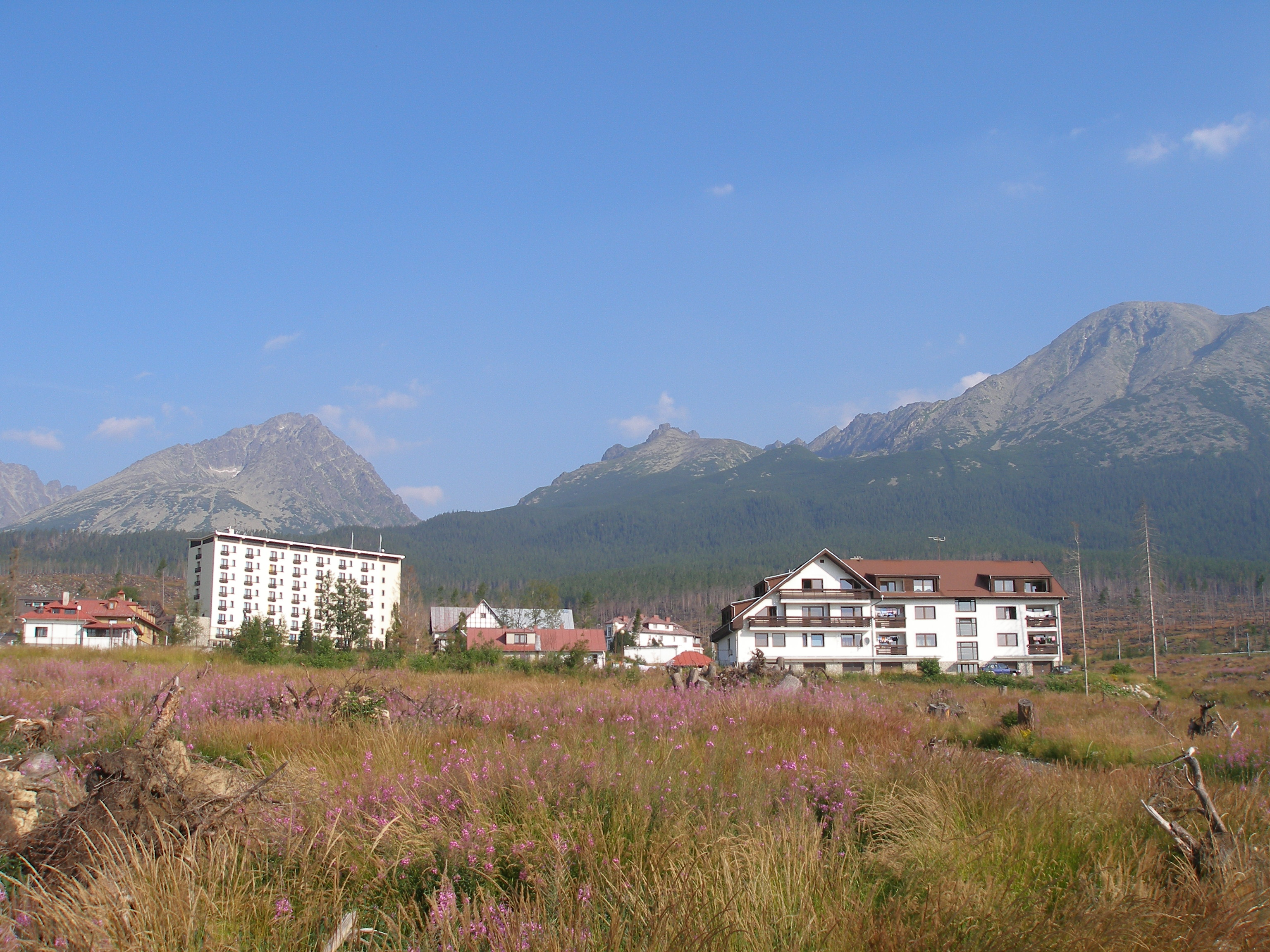
Tatrzańskie Zręby, w tle Gerlach i Sławkowski Szczyt

Tatrzańskie Zręby (słow. Tatranské Zruby, niem. Tatraheim, węg. Tátraotthon) – osiedle u południowych podnóży Tatr Wysokich na Słowacji, położone przy Drodze Wolności między Starym i Nowym Smokowcem a Tatrzańską Polanką. Administracyjnie należy do miasta Wysokie Tatry.
Tatrzańskie Zręby znajdują się na poziomie 995 m n.p.m. przy wylocie walnej Doliny Wielickiej i przedpolu jej odnogi, Doliny Sławkowskiej. Ponad miejscowością kończy się też grzbiet Wielickich Granatów oddzielający od siebie te dwie doliny. Zabudowania są położone nad Sławkowskim Potokiem, płynącym spod masywu Sławkowskiego Szczytu.
Osiedle pierwotnie nosiło nazwę Wojskowe Zręby (Vojenské Zruby) – powstało w roku 1923 jako baza dla oddziałów górskich armii czechosłowackiej. Po II wojnie światowej zmienił się charakter miejscowości, w której powstały ośrodki wypoczynkowe dla wojskowych i ich rodzin. W 1950 r. w osadzie postawiono pomnik upamiętniający czechosłowackich i radzieckich partyzantów, tragicznie zmarłych w katastrofie samolotu Li-2 pod Zadnim Gerlachem 9 października 1944.
Oprócz Drogi Wolności (przy której znajduje się przystanek autobusowy) przez Tatrzańskie Zręby przebiega linia kolei elektrycznej („elektriczki”) ze Szczyrbskiego Jeziora do Tatrzańskiej Łomnicy i Popradu. Stacja kolejki dawniej nosiła nazwę Velické Pleso („Wielicki Staw”).

## Szlaki turystyczne
– niebieski szlak biegnący dolną częścią Doliny Sławkowskiej i łączący się ze szlakiem żółtym ze Starego Smokowca. Wspólnie biegną one dalej do Doliny Wielickiej, do szlaku zielonego Tatrzańska Polanka – Wielicki Staw.
- Czas przejścia z Tatrzańskich Zrębów do szlaku żółtego: 1 h, ↓ 45 min
- Czas przejścia szlakiem żółtym do Doliny Wielickiej: 45 min, ↓ 30 min